# David Fischer (Verwaltungsjurist, 1873)
Johann David Fischer (* 23. März 1873 in Berlin; † 4. Januar 1934 ebenda) war deutscher Jurist, Verwaltungsbeamter und Politiker.

## Leben
Nach dem Studium der Rechtswissenschaften und dem Referendariat trat Fischer in den preußischen Justizdienst ein und war zeitweise im Handelsministerium tätig. Er wurde Landrat in Gummersbach bis 1911 und ging dann wieder nach Berlin, zuerst in das Handelsministerium, später kam er in das preußische Finanzministerium.
Während des Ersten Weltkriegs war er Chef des Feldeisenbahnwesens in Rumänien, im Generalgouvernement Warschau und Ober Ost. 1918 wurde er Leiter des Verwaltungsamtes Demobilmachung.
1921 wurde er als Staatssekretär nach Paris zur Reparationskommission entsandt; er bemühte sich dort, die Reparationsleistungen für das Deutsche Reich erträglicher zu machen. Bis 1926 war er weiter als Staatssekretär im Reichsfinanzministerium tätig, dann bekam er den Abschied, weil es keine zwei Staatssekretäre in einem Ministerium geben sollte. Von da an leitete er die Aufsichtsräte der Reichsgesellschaften Vereinigte Aluminium-Werke und VIAG. Zudem wurde er Mitglied des Verwaltungsrats der Deutschen Reichsbahn-Gesellschaft.
David Fischer starb am 4. Januar 1934, kurz bevor er vom Gesetz zur Wiederherstellung des Berufsbeamtentums als „Halbjude“ erfasst werden konnte, im Alter von 60 Jahren in Berlin. Er hinterließ seine Frau und sieben Kinder. Fischer wurde auf dem Friedhof Dahlem beigesetzt. Das Grab ist nicht erhalten.
Während seines Studiums wurde er 1891 Mitglied der Burschenschaft Germania Tübingen.